# El Roure (Susqueda)
El Roure és una masia de Susqueda (Selva) inclosa a l'Inventari del Patrimoni Arquitectònic de Catalunya.

## Descripció
El Roure està situat al veïnat de Fornils, prop de les Gleies i la Triola, sobre del Castell de Fornils i està en avançat estat d'enrunament.
El mas està format per dos cossos. La casa principal té dues plantes i golfes i teulada amb vessants laterals i un portal adovellat de mig punt. Les finestres són emmarcades de pedra i de llindes monolítiques.
L'altre cos, situat més amunt, té tres plantes, amb arcades a la planta inferior (magatzem) i quatre obertures quadrangulars de llinda monolítica a la façana.
És molt possible que el material constructiu fos aprofitat del castell enrunat que hi ha als voltants del mas.

## Història
El Roure està documentat des del 1197 però les construccions actuals daten dels segles xvii i XIX. A l'interior es conserva una gran bota de vi o bocoi datada de principis del segle xviii.
Aquest mas cal contextualitzar-lo en l'antic veïnat de Fornils. Situat a la plana ondulada que s'estén entre la cinglera del Far i Casadevall i la petita serra de Sant Pau al sud. És travessada pel torrent de l'Om.
Aquest veïnat, avui deshabitat, està conformat per algunes masies, la majoria de les quals estan documentades des de finals del segle xiii, i d'altres edificis com el molí del Roure i les capelles de Sant Pau de Fornils, documentada des de l'any 1269 encara que l'edifici actual és del segle xix i Sant Pere de Fornils, romànica, de la que en resta només part de l'absis.